# Couleur
Pour les significations dérivées, voir Couleur (homonymie).

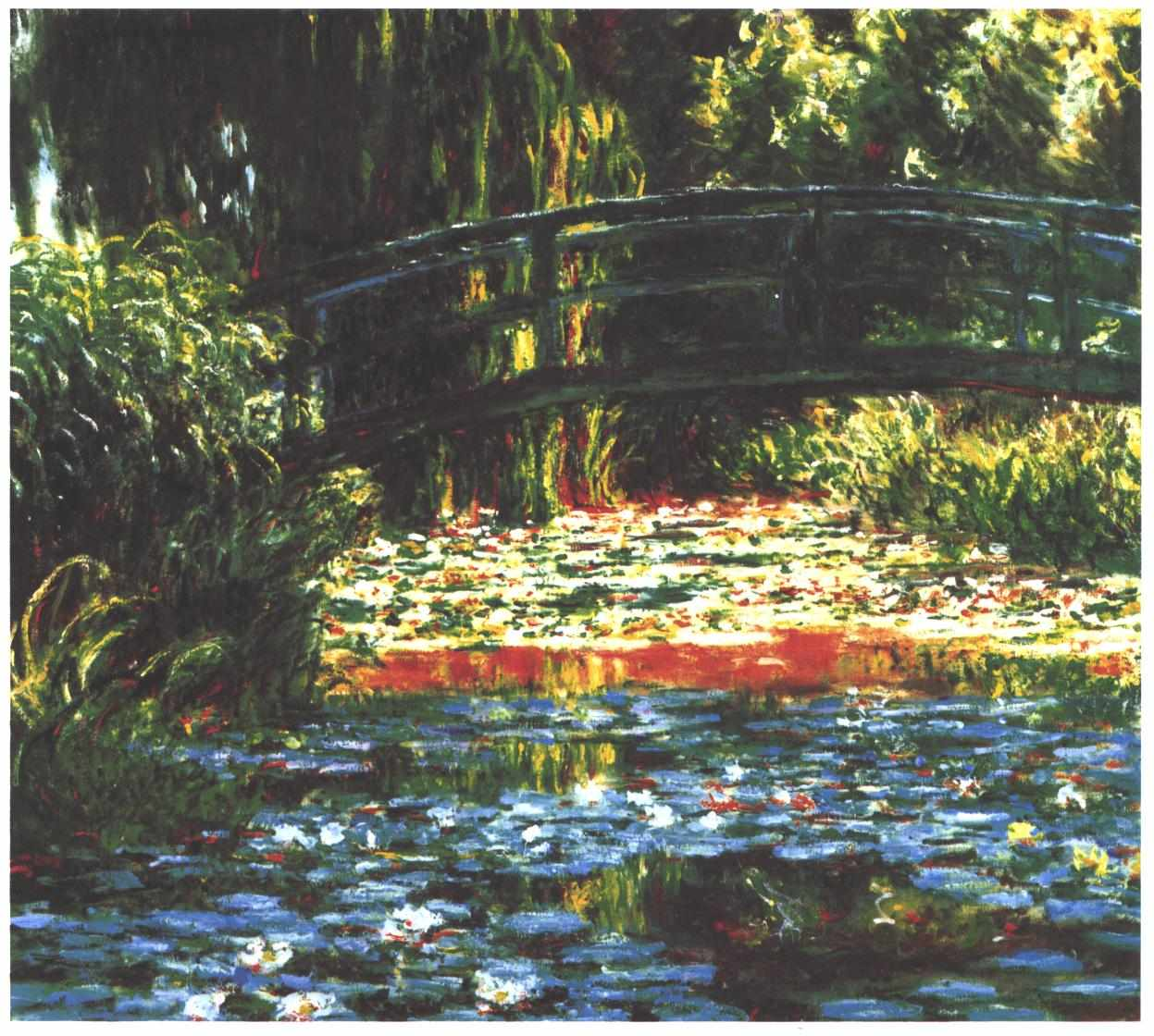
Peinture de Claude Monet.
Le peintre ayant sur sa palette des couleurs, peint de la couleur, c'est tout simple.

La couleur est la perception visuelle de l'aspect d'une surface ou d'une lumière, basée, sans lui être rigoureusement liée, sur la répartition spectrale de la lumière, qui stimule des cellules nerveuses spécialisées situées sur la rétine nommées cônes. Le système nerveux transmet et traite l'influx jusqu'au cortex visuel.
L'approche artistique de la couleur produit des guides pour affiner la perception de la couleur et employer des pigments ; l'approche chimique étudie les colorants ; l'approche  physique aborde la couleur par l'analyse spectrale ; l'approche physiologique relie la perception au système visuel ; l'approche psychophysique débouche sur la colorimétrie et sur la synthèse des couleurs. La philosophie tente, depuis l'Antiquité grecque, de relier les notions de la couleur.
La couleur permet de coder une information. Un nombre réduit de nuances évite l'ambiguïté. L'usage des drapeaux a fait qu'à la mer et ailleurs, les « couleurs » désignent par métonymie le pavillon national, comme en milieu urbain les livrées et uniformes colorés peuvent faire appeler « couleurs » les vêtements ou accessoires caractéristiques d'un club ou d'un groupe.
Les associations mentales des couleurs leur donnent une symbolique, qui peut varier quelque peu selon les cultures et les individus.

## Approches de la couleur
« Il est difficile de définir la couleur »

— Sève 2009, p. 7
Selon les circonstances, la couleur peut désigner des caractères plus ou moins variés. La couleur d'une surface peut inclure l'aspect brillant ou mat ; dans d'autres cas, elle peut au contraire n'indiquer que ce qui éloigne la perception du noir, du gris et du blanc, qu'on dit « sans couleur ».
Selon l'approche, la description de la couleur utilise des termes et des méthodes différentes.
Approche artistiqueL'approche des artistes, essentiellement pratique, tire parti des approches physiologique et chimique, qu'elle a souvent inspirées. Mais alors que les deux autres recherchent des repères objectifs de la couleur, c'est-à-dire un moyen de la coder en textes transmissibles, de sorte qu'une personne insensible aux couleurs puisse employer, avec succès, la couleur désignée par un code, les artistes se basent sur la perception et l'éducation visuelles. L'approche artistique ne donne, par principe, aucune règle ni mesure, mais seulement les indications susceptibles d'organiser la perception en catégories de couleurs, et de faciliter la mise en œuvre des pigments. Elle implique la reconnaissance de la nature cognitive de la perception des couleurs, raffinée par l'entraînement et la pratique.
Approche chimiqueLa couleur est une combinaison de substances, à l'origine de la perception colorée. L'approche chimique produit des nomenclatures de produits et de teintes, et note les possibilités de mélange. La théorie de Witt relie la structure moléculaire des colorants à leur spectre d'absorption. Elle définit les chromophores et auxochromes et relie l'approche chimique à l'approche physique de la couleur.
Approche physiqueLa lumière est un rayonnement électromagnétique défini par son analyse spectrale, c'est-à-dire la répartition de l'intensité en fonction de la longueur d'onde. Un rayonnement monochromatique se définit comme ayant toute son énergie dans une seule longueur d'onde, et on peut lui faire correspondre une couleur.
Approche physiologiqueLa couleur dérive de l'existence de récepteurs nerveux spécifiques dans l'œil, les cônes, dont il existe, chez l'humain, trois types. On définit la couleur par les trois intensités résultant du filtrage de la lumière par les trois filtres correspondant à ces trois types de cône. Une infinité de lumières physiquement différentes peuvent résulter dans la même couleur. Les couleurs perçues par l'œil humain peuvent être représentées par un modèle colorimétrique à trois dimensions.
Approche psychophysiqueLa couleur est une perception répondant à des stimulus lumineux. Deux lumières, dont le spectre physique est différent mais que les sujets ne peuvent distinguer sont dites métamères. L'étude des métamères permet, avec la définition d'un blanc arbitraire, d'établir la notion de couleurs complémentaires, de définir les pourpres comme les complémentaires des couleurs qui n'en ont pas, et une lumière colorée en général par une intensité, une longueur d'onde dominante et une pureté d'excitation.
Approche cognitiveLa couleur est une sensation, que l'on associe mentalement aux objets qui en produisent l'expression la plus marquée. L'identification des sensations colorées à des catégories est un apprentissage, plus ou moins poussé selon les personnes. Il permet l'usage conscient des couleurs dans des signes, et implique leur participation inconsciente à des symboles.
Approche philosophiqueLa vision des couleurs est un problème philosophique, en ce que toutes les approches citées donnent une définition de la couleur qui ne s'applique qu'avec d'importantes restrictions.

### Comparaison des approches
S'il est parfois difficile de mettre en relation ces concepts, c'est que chacune des approches utilise des approximations convenables pour sa spécialité, mais qui ne s'appliquent pas ailleurs. 
L'approche physique ne se soucie pas de la perception ; que la radiation soit visible ou non lui est indifférent. Du moment que leur nature incohérente rend nécessaire l'étude des rayonnements par leur puissance, ils relèvent de la radiométrie, peu importe qu'ils soient visibles ou non.
Cependant, l'étude de la lumière visible et de la couleur a un certain intérêt pratique et industriel. Depuis la Renaissance, des artistes et des savants ont cherché à baser la connaissance de la lumière et de la couleur sur des expériences plus systématiques, des notions moins individuelles et plus transmissibles, et à la relier aux domaines du savoir régis, de plus en plus, par des modèles mathématiques. Ces recherches aboutissent à la création au début du XXe siècle de la photométrie, qui est une radiométrie pondérée par la sensibilité visuelle humaine, et de la colorimétrie, fondées l'une et l'autre sur le principe des expérimentations psychophysiques, où les participants des expériences réagissent à des stimulus aussi simples que possible. Ces méthodes ont accompagné des productions industrielles, notamment la photographie et les écrans de télévision et d'ordinateurs en couleurs.
Les stimulus de la colorimétrie sont de deux sortes : les couleurs d'ouverture, présentées isolées, de sorte qu'elles ne semblent appartenir à aucun objet, et les couleurs de surface, présentées avec une autre teinte de référence ou de comparaison. Tout le système colorimétrique se fonde sur la réponse à ces stimulus. Mais les artistes et praticiens de la couleur savent parfaitement qu'une teinte se perçoit différemment selon celles qui l'entourent. En 1960, l'artiste Josef Albers introduit son Interaction des couleurs par « Une couleur n'est presque jamais vue telle qu'elle est réellement, telle qu'elle est physiquement. » Nombre d'enseignants désignent comme aberrations et illusions les perceptions qui ne correspondent pas au modèle colorimétrique, oubliant que la colorimétrie est supposée donner une représentation scientifique de la perception. Cette démarche ne crée à ceux qui se donnent pour objectifs d'être des praticiens, artisans de la couleur, que des difficultés : la colorimétrie ne rend que très mal compte des couleurs, dans l'environnement complexe où ils les emploient.
Josef Albers constate que « la science et la vie ne sont pas toujours les meilleurs amis ». Lorsque le propos est de former des artistes connaisseurs de la couleur, il faut prendre en compte l'interaction des couleurs. C'est un apprentissage pratique, qui témoigne que la perception des couleurs est une capacité cognitive. La recherche progresse, d'une part à partir des postulats de la psychologie de la forme, et plus récemment par les investigations des neurosciences.

## Couleurs des coloristes
Les principales notions sur la couleur ont d'abord été développées par les teinturiers et les artistes qui, par leur profession, les emploient. Ces notions sont accessibles à l'expérience de chacun bien que l'apprentissage et l'expérience donnent aux praticiens une finesse et une sûreté de vision supérieures. Les recherches scientifiques, fondées sur la physique, la physiologie et la psychologie expérimentale ont recherché les moyens de baser les mêmes notions sur une mesure physique.

### Principales notions
Ces expériences se fondent sur les résultats obtenus par le mélange des pigments. Il est entendu qu'on part d'un support blanc.
ValeurOn distingue d'abord les valeurs, c'est-à-dire la luminosité, entre blanc et noir. Bien que les valeurs se distinguent des couleurs proprement dites, l'estimation des valeurs d'un sujet représenté est la première tâche de la représentation en couleurs, par opposition au dessin, préoccupé surtout des contours.
La méthode traditionnelle pour évaluer la valeur consiste à cligner des yeux, pour s'approcher de la vision nocturne, qui ne perçoit pas les couleurs.
VivacitéLa vivacité d'une couleur est le degré de ce qui la différencie d'un gris. Une couleur vive se distingue nettement d'une autre de même valeur, au contraire d'une couleur terne ou pâle.
TonLe ton ou tonalité désigne la couleur qu'on voit, alors que le mot « couleur » peut aussi désigner la peinture qui sert à la créer. Les tons se regroupent en champs chromatiques qui se reflètent dans le langage.
NuanceLes nuances d'une couleur sont les petites différences entre des tons de même désignation. On peut dire que le bleu outremer est une nuance de bleu, tandis que l'outremer véritable et le bleu Guimet, légèrement plus violacé, sont des nuances d'outremer.
Teintes élémentairesBeaucoup de tons se rattachent à la fois à plusieurs champs chromatiques. Il y a des jaunes rougeâtres et des bleus tirant sur le vert. Mais il n'y a pas de jaune tirant sur le bleu, ni de rouge tirant sur le vert ; aussi Ewald Hering appelle-t-il le jaune opposé au bleu, et le vert opposé au rouge, teintes élémentaires.
Couleurs primairesLorsqu'on mélange deux pigments, on obtient une troisième couleur, qui peut être celle d'un autre pigment. Les couleurs qui ne peuvent s'obtenir par mélange sont dites primaires. Avec les pigments modernes, une gamme de couleurs suffisante dans la plupart des cas peut s'obtenir avec trois primaires, un jaune, un bleu et un rouge.
Couleurs complémentairesLorsqu'on mélange deux pigments, le ton qui en résulte peut sembler entièrement dépourvu de couleur, d'un gris généralement sombre. Quand c'est le cas, on dit que les couleurs sont complémentaires.
Cycle des couleursEn mélangeant les pigments, on peut passer insensiblement d'un ton vif à un autre, en parcourant un cycle qui passe par toutes les couleurs primaires. Du rouge au jaune, on parcourt les orangés, puis ajoutant du bleu au jaune, on reconstitue une série de verts. En ajoutant au bleu du rouge, on obtient la série des pourpres. On dispose en général ces tons sur un disque, de sorte que les couleurs complémentaires se trouvent opposées sur un même diamètre. Les tons obtenus par mélange se trouvent sur la ligne reliant leur composantes ; de la sorte, les tons ternes se trouvent à l'intérieur, et le noir est au centre.

Le cercle chromatique organise les couleurs vives par proximité.
Couleurs chaudes et froidesDans le disque chromatique, les tons proches du pôle orangé sont dits chauds et ceux proches du pôle bleu sont dits froids. Les tons situés à mi-chemin, gris, pourpres et verts, n'ont pas de « chaleur » en eux-mêmes ; mais on peut dire de n'importe quel couple de tons que l'un est plus chaud que l'autre. On « réchauffe » et on « refroidit » des tons en y ajoutant une couleur proche qui les rapproche des pôles orange et bleu.
Ton et teinteLe langage professionnel des coloristes a développé bon nombre de termes d'usage pratique qui n'ont pas nécessairement de définition précise et universelle.

### Études dérivées et philosophie
Certains auteurs, bien qu'ils n'aient pas été professionnellement usagers des couleurs, ont écrit à leur sujet, à partir de ce qu'en disaient les artistes et teinturiers et d'expériences sensorielles propres ou partagées avec d'autres. Dans l'Antiquité grecque, Démocrite postule que les couleurs appartiennent à l'imagination du spectateur ; Platon interroge dans le Phédon sur les couleurs pures ; Aristote classe les couleurs en ligne du noir au blanc. Isaac Newton montre que le blanc est un mélange d'au moins deux lumières colorées, provoquant, par cette rupture avec les connaissances empiriques des praticiens, de nouvelles interrogations.
L'influence du Traité des couleurs (1810) de Goethe se ressent jusqu'à nos jours. Arthur Schopenhauer, en relation avec Goethe à ce propos, a écrit De la vision et des couleurs (1816).
La théorie de la couleur de Hering n'était pas reliée à son époque à des recherches physiques ou physiologiques. Il s'est opposé vigoureusement à la trichromie défendue par Helmholtz, avec un modèle où la vision distingue les oppositions blanc-noir, bleu-jaune et rouge-vert. Fondée sur l'étude psychologique de la perception, ce modèle, dont Schrödinger a montré l'équivalence mathématique avec la trichromie, a été depuis confirmé par des études en neurosciences.
Depuis l'Antiquité grecque, les philosophes ont soulevé le problème de la nature des couleurs, propriété des objets ou concept préexistant, et quant à la possibilité de rapports entre les couleurs indépendants des observateurs. Le philosophe Ludwig Wittgenstein est aussi l'auteur de Remarques sur la couleur publiées après sa mort. Ces textes concernent plus exactement le classement des perceptions colorées.
James J. Gibson a proposé dans les années 1979 une approche écologique de la perception visuelle qui considère la vision des couleurs dans sa fonction de relation entre les espèces. Par exemple, un insecte pollinisateur capable de distinguer la couleur des fleurs dont il se nourrit prospère ; tandis que le pollen des fleurs les plus colorées, qu'il fréquente plus, se dissémine mieux.

## Colorants
La profession de marchand de couleurs a engendré une activité de production industrielle de colorants, qui a systématisé le catalogue des matières utilisables pour produire les sensations colorées.
Les colorants produisent des couleurs singulières. On les classe selon les catégories utilisées par tous les professionnels qui traitent des couleurs, artistes, teinturiers, imprimeurs, fabricants de meubles et autres.
La distinction des couleurs est une capacité professionnelle. Une différence qui ne paraît pas évidente pour la majorité des gens pourra paraître considérable pour quelqu'un qui est habitué à composer des couleurs tous les jours, comme un peintre.
Si les spécialistes connaissent bien la couleur produite par les matières qu'ils utilisent, il n'y a aucun moyen de connaître précisément leur ton avant de les avoir vus. De plus, celui-ci est susceptible de varier dans le temps.
- Parfois, le mélange de plusieurs pigments, ou d'un pigment et d'un liant, produit un composé d'une couleur différente, altérant le résultat. La cinétique de la réaction chimique peut empêcher de se rendre compte immédiatement du problème : par exemple, on peut mélanger du blanc et du rouge pour obtenir un rose, et les deux pigments réagissent en quelques mois pour former un composé noir.
- L'exposition à la lumière ou à l'air tend souvent à diminuer ou à modifier la coloration des pigments.

Les noms commerciaux des couleurs artistiques ou de décoration dépendent de traditions nationales, de procédés commerciaux ou de la volonté des fabricants. Pour éviter les ambiguïtés, un index international des substances colorantes les répertorie suivant un code unique.

### Nomenclature des pigments
Les colorants référencés selon le Colour Index international, une base de données constituée aux États-Unis et en Angleterre, sont codés par la lettre N, s'ils sont naturels, ou P, s'ils sont synthétiques, suivie d'une lettre correspondant au champ chromatique.
| Lettre | Mot-clé | Signification                                |
| ------ | ------- | -------------------------------------------- |
| R      | Red     | Rouges, certains roses, pourpres et bruns    |
| O      | Orange  | Oranges, certains bruns orangés              |
| Y      | Yellow  | Jaunes, jaunes orangés                       |
| G      | Green   | Verts, jaunes verdâtres, certains turquoises |
| B      | Blue    | Bleus, turquoises                            |
| V      | Violet  | Violets, bleus violacés, certains roses      |
| Br     | Brown   | Brun, certains jaunes                        |
| Bk     | Black   | Noir et gris                                 |
| W      | White   | Blanc                                        |

Un numéro de classement suit ces lettres
PO73 correspond au Pigment Orange no 73, chimiquement dicéto pyrrolo pyrrole, une nuance de vermillon (rouge vermillon), proche du vermillon véritable (cinabre).
Ce numéro représente l'ordre d'inscription dans la base de données. Il ne code que la composition chimique. Deux numéros différents désignent deux substances chimiquement distinctes, mais ces pigments peuvent donner la même couleur.

### Nuanciers
Les nuanciers constituent des collections de couleurs de pigments associées à un nom ou une autre référence. Imprimés, ils présentent une couleur qui se rapproche, quand ils sont encore neufs, du ton obtenu avec ces pigments. Leur classement peut être arbitraire tant que les couleurs sont peu nombreuses ; il parcourt en général le disque chromatique tel que conçu par les artistes. En systématisant, on arrive au nuancier de Michel-Eugène Chevreul (1838).
Pantone
Parmi les collections de couleur, le nuancier Pantone, d'un millier de couleurs, se distingue par son principe. Chacun des tons présentés correspond à un mélange, dans des proportions spécifiées, de dix encres de couleur mélangées avant l'impression.
Cube de Hicketier
Le cube de Hickethier représenta une tentative de coder, en mille couleurs, les résultats de l'impression en trichromie. Il ne représente pas les couleurs, mais les moyens de les obtenir ; la technique d'impression (héliogravure, offset), qui affectent la constitution des encres, et le support blanc, qui les absorbe plus ou moins, peuvent amener à des résultats sensiblement différents.
Système Munsell
Le système colorimétrique de Munsell définit des paramètres TVC : teinte ((en) hue), valeur, chromaticité dans lequel la chromaticité ou niveau de coloration rejoint la définition de la saturation.
Le système repose sur l'idée de constituer des différences perceptives aussi constantes que possible. Les échelles pour les trois grandeurs sont donc différentes de celles utilisées en photométrie et en psychophysique. Il utilise cinq teintes primaires, le bleu, le vert, le jaune, le rouge et le pourpre, donnant cinq autres teintes secondaires, entre lesquelles se trouvent neuf intermédiaires, arrivant ainsi à un total de cent teintes. Les valeurs et la chromaticité se repèrent sur des échelles donnant des écarts égaux pour des écarts de valeur perceptuellement identiques.
L'identification des couleurs dans le système Munsell se fait par référence à un atlas, contenant les couleurs réalisées avec des pigments, sous illuminant normalisé.

## Physique des couleurs
Lorsque la physique commence, avec Isaac Newton, à s'intéresser à la couleur, elle en change radicalement le sens. Jusque là, la couleur était un attribut des objets ; dans les cas où elle ne s'y rapportait pas, on la disait « spectrale », irréelle. Sur la base de ses expériences avec le prisme, Newton affirme que la couleur est un attribut de la lumière. La physique entend dépasser l'expérience sensible, qu'elle considère comme peu fiable. Elle associe invariablement la couleur à un rayonnement monochromatique, éventuellement associé à un bruit de fond achromatique, bien qu'une quantité de spectres puissent donner la même couleur.

### Spectre lumineux

Le spectre visible avec les raies de Fraunhofer.

La lumière visible est la petite partie du spectre électromagnétique visible par l'œil humain. Les limites du spectre visible ne se définissent que par convention. La sensibilité est maximale autour d'une longueur d'onde de 540 nanomètres. Elle diminue progressivement de part et d'autre de cette valeur, se réduisant à environ 0,1 % quand on augmente ou qu'on diminue la longueur d'onde d'un tiers. Les limites dépendent des méthodes de mesure de la sensibilité et varient selon les individus. La spectroscopie étudie la répartition de l'énergie lumineuse entre les longueurs d'onde.

 Une lumière dont une seule longueur d'onde porte toute l'énergie est dite  monochromatique. Les longueurs d'onde des lumières monochromatiques s'associent chacune à une perception colorée.
Les couleurs des lumières monochromatiques sont celles de la lumière blanche dispersée par la réfraction dans un prisme, ou par les interférence dans un réseau de diffraction. Dans l'arc-en-ciel, elles s'observent mêlées de blanc.
| Couleur perçue | Couleur perçue | Longueur d'onde dans le vide (nm) | Fréquence (THz) | Énergie de photon (eV) |
| -------------- | -------------- | --------------------------------- | --------------- | ---------------------- |
| Infrarouge     |                | > ~ 1000 à 780                    | < ~ 300 à 384   | < ~ 1,6                |
| rouge          | 615            | ~ 800 à 605                       | ~ 375 à 483     | ~ 1,6 à 2,0            |
| orange         | 595            | ~ 605 à 584                       | ~ 496 à 513     | ~ 2,0 à 2,1            |
| jaune          | 580            | ~ 584 à 573                       | ~ 513 à 532     | ~ 2,1 à 2,2            |
| vert           | 550            | ~ 573 à 490                       | ~ 532 à 612     | ~ 2,2 - 2,5            |
| bleu           | 465            | ~ 490 à 466                       | ~ 612 à 643     | ~ 2,5 à 2,7            |
| violet         | 430            | ~ 466 à 380                       | ~ 643 à 789     | ~ 2,7 - 3,3            |
| ultraviolet    |                | < ~ 300-400                       | > ~ 1000-750    | > 3,3                  |

Les lumières monochromatiques donnent lieu à une sensation colorée, mais la réciproque n'est pas vraie ; la plupart des teintes qui donnent une sensation colorée ne sont pas monochromatiques.

### Production des couleurs
L'émission de lumière peut être produite selon deux phénomènes : 
- L'incandescence est une émission de lumière par un objet due à la chaleur : la flamme d'une bougie, le métal en fusion, le Soleil… L'objet idéal dont l'émission électromagnétique serait due exclusivement à la chaleur s'appelle le corps noir. Son spectre est continu et sa répartition entre les longueurs d'onde, y compris infra-rouges et ultraviolets, dépend de la température. Plus la température de couleur est élevée, plus l'énergie se distribue sur les courtes longueurs d'onde (bleus, ultraviolets)[b].
- La luminescence est la propriété de certains corps d'émettre des photons sans changement de température : diodes électroluminescentes, tubes fluorescents, lucioles, écran cathodique… Le spectre peut être discontinu ou présenter des pics importants pour certaines longueurs d'onde.

L'interaction entre la lumière et la matière produit des couleurs selon plusieurs mécanismes : absorption, diffusion, réfraction (ou dispersion), interférence et diffraction.

#### Absorption

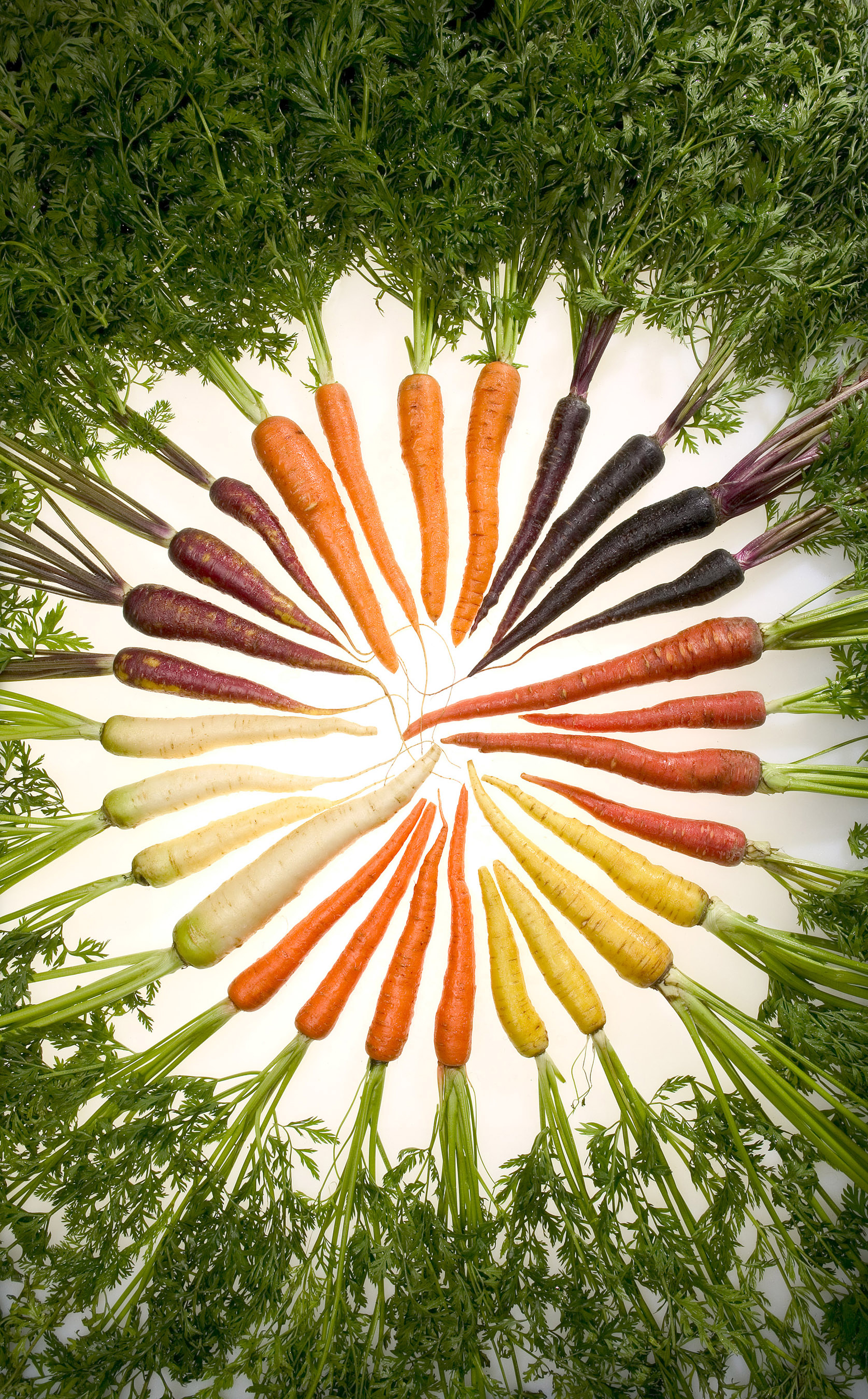
Variétés de carottes sélectionnées pour leurs diverses couleurs.

L'absorption de la lumière produit la plupart des couleurs que l'on observe dans la vie courante.
La plupart des substances, en particulier les pigments et colorants, absorbent certaines longueurs d'onde plus que d'autres.
Les carottes contiennent une molécule appelée β-carotène qui absorbe les longueurs d'onde entre le violet et le vert. Elles réfléchissent ce qui reste, la partie du spectre du rouge au vert, donnant la couleur orangée.
Lorsque la carotte contient aussi des anthocyanes, elle absorbe en plus les longueurs d'onde de la région du vert, et elle apparaît violette.
L'énergie absorbée est généralement accumulée en chaleur. Ceci explique par exemple qu'un objet noir sera plus chaud au soleil qu'un objet blanc.
Cependant, certaines substances restituent l'énergie du rayonnement absorbé dans une longueur d'onde différente. C'est ainsi qu'un colorant fluorescent absorbe l'énergie de rayonnements divers et la réémet sous une forme plus visible, donnant ainsi une couleur fluo plus lumineuse que les environnantes.

#### Diffusion

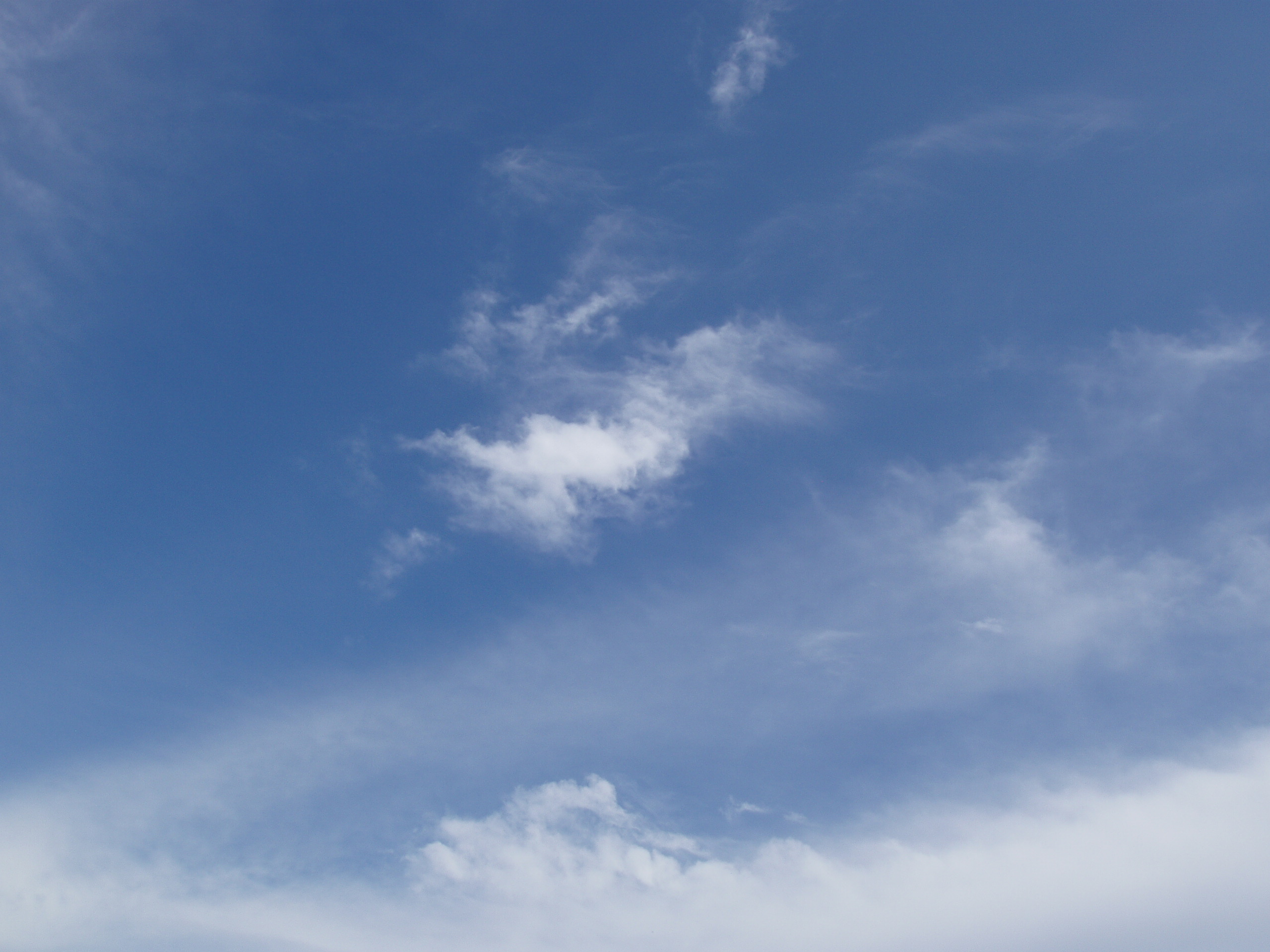
La diffusion provoque à la fois le bleu du ciel et le blanc des nuages.

La diffusion est le phénomène par lequel un rayonnement comme la lumière est dévié dans de multiples directions par une interaction avec des objets.
La diffusion Rayleigh intervient quand la taille des particules est petite, inférieure à quelques dizaines de nanomètres. L'intensité diffusée est inversement proportionnelle à la puissance quatrième de la longueur d'onde : le violet-bleu à 400 nm est dix fois plus diffusé que le rouge à 700 nm. L'effet des molécules de diazote et dioxygène de l'atmosphère terrestre provoque ainsi la couleur du ciel et celle du coucher de soleil.
Quand les particules sont plus grandes elles provoquent une diffusion de Mie qui touche de manière uniforme toutes les fréquences lumineuses. C'est ainsi que les gouttelettes d'eau provoquent la couleur blanc-gris des nuages ou du brouillard.

#### Réfraction
La réfraction dévie une onde lorsque sa vitesse change en passant d'un milieu à un autre. Généralement l'indice de réfraction augmente quand la longueur d'onde diminue, les violets sont donc plus déviés que les rouges.
Ce phénomène décompose une lumière blanche dans ses différentes composantes pour former par exemple les arcs-en-ciel que l'on voit dans la nature ou à travers un prisme.

#### Diffraction et interférences
Les irisations d'une bulle de savon ou d'un film d'huile à la surface d'une flaque proviennent d’un phénomène d'interférence entre les longueurs d'onde réfléchies par les deux surfaces très proches l'une de l'autre.
Lorsque les ondes rencontrent un obstacle, elles se dispersent dans toutes les directions. Le bord de l'obstacle apparaît comme une source secondaire. Ce phénomène appelé diffraction permet de construire, avec des réseaux d'obstacles espacés d'une distance comparable aux longueurs d'onde de la lumière, des dispositifs permettant d'analyser, par interférences, la lumière, en situant avec précision les longueurs d'onde présentes. Ce procédé est à la base de la spectroscopie.
La surface d’un disque compact est un tel réseau de diffraction, ce qui explique les irisations de la lumière qui s'y reflète.
La couleur structurelle est provoquée par des phénomènes d'interférence liés à la structure microscopique de l'objet qui diffracte la lumière reçue, comme les ailes de papillon.

## Physiologie de l'appareil visuel

### Œil
L'œil des vertébrés comporte deux types de récepteurs. Les bâtonnets permettent la vision scotopique, à des faibles niveaux d'éclairement, la vision périphérique, la détection des mouvements. Seuls les cônes, moins sensibles, permettent de distinguer les objets selon la répartition spectrale de la lumière qui en provient, ce qui définit, pour toutes les espèces, la vision des couleurs.
En environnement diurne l'œil humain a une sensibilité maximale à la lumière d'une longueur d'onde d'environ 555 nm, ce qui correspond à une couleur vert jaunâtre. L'éclairement lumineux solaire au sol a son maximum un peu en dessous de 500 nm, dans le vert bleuâtre. En condition nocturne la sensibilité maximum se situe vers 507 nm, mais on ne perçoit pas les couleurs.
L'humain possède trois types de cônes. Certains animaux en possèdent moins ou pas du tout, d'autres, plus. La plupart des mammifères, comme le chat possèdent deux types de cônes -  — dichromatisme. Le rat est monochromate et ne perçoit pas de couleurs. La plupart des oiseaux sont trichromates comme les humains, mais le pigeon est pentachromate grâce à 5 types de cônes.
L'œil est sensible à une gamme de radiations électromagnétiques dont la longueur d'onde est comprise au plus de 380-450 nm à 700 nm. Ce spectre est le moins dommageable pour les êtres voyants ; des longueurs d'onde plus courtes que 380 nm endommageraient la structure moléculaire de l'œil tandis que celles plus longues que 720 nm pourraient provoquer des lésions structurelles.

### Œil humain
Les bâtonnets de l'œil humain permettent la vision en faible luminosité. Ils sont saturés à partir de 500 photons par seconde, et ne sont donc actifs que dans la pénombre. Les cônes s'activent à partir de 10 photons par seconde, ce qui explique pourquoi on voit en noir et blanc quand la lumière est faible.

Zone de sensibilité des trois cônes et des bâtonnets en fonction de la longueur d'onde.

L'œil humain comporte normalement trois types de cônes groupés principalement sur la fovéa d'un millimètre de diamètre, dépression de la macula (tache jaune) près du centre de la rétine, à quelques degrés de l'axe optique. Ces trois types de récepteurs sont :
- les cônes L (long), sensibles aux lumières de longueur d'onde dans le vide de 470 à 630 nm (de bleu-vert à rouge)[d], avec un maximum à 555 nm qui est un vert-jaune ;
- les cônes M (medium), sensibles aux ondes de longueur moyenne, de 440 à 595 nm (gamme de bleu à orange), avec un maximum à 525 nm, dans le vert ;
- les cônes S (short), sensibles aux ondes courtes, d'environ 290 à 470 nm (gamme de violet à bleu-vert), avec un maximum à 420 nm, un violet-bleu[26].

Les photorécepteurs humains sont au total sensibles à une bande de longueurs d'onde dans un intervalle approximatif de 400 à 700 nm.
La combinaison de ces trois sensibilités détermine la sensation de couleurs de l'être humain. Avec trois types de récepteurs, tous les systèmes de description des couleurs la décrivent avec trois valeurs, sur trois axes.  Les spectres d'absorbance des trois types de cônes se recouvrant largement (figure ci-dessus), les signaux nerveux reçus de ces trois types ne peuvent pas être dans n'importe quels rapports ; mais ils sont, dans la rétine même, comparés, de sorte que la combinaison des influx des cônes L et M correspondent avec la sensation de luminosité, leur différence situe la couleur entre les verts et les rouges, et la comparaison entre l'influx des cônes S et la luminosité la situent entre les bleus et les jaunes.

### Voies nerveuses
L'influx nerveux issu des cônes et bâtonnets, regroupé par aires dans les cellules ganglionnaires et les cellules bipolaires, passe, par le nerf optique, dans le corps genouillé latéral. Il est traité dans une région du cerveau appelée cortex visuel primaire, relié par de nombreuses voies spécialisées à plusieurs aires visuelles cervicales.
Les cônes, dont la sensibilité spectrale est étendue, ne génèrent pas des sensations de rouge, vert et bleu. C'est l'appareil visuel dans son ensemble qui, par des processus complexes, relie les signaux différenciés qui en sont issus à des perceptions de couleur. L'opposition entre les récepteurs M et les récepteurs L situe la couleur sur l'axe vert-rouge, tandis que le contraste entre leur somme et l'influx issu des récepteurs S situe la perception sur l'axe bleu-jaune.

### Altérations de la perception des couleurs
La vision des couleurs s'altère avec l'âge, en raison notamment des modifications de l'absorption des différentes parties optiques de l'œil.
Les problèmes de vision des couleurs, ou dyschromatopsies, sont souvent regroupés sous le terme de daltonisme. L'absence totale de vision des couleurs est appelée achromatopsie.

## Perception des couleurs
La psychophysique s'est donné pour tâche de relier les phénomènes physiques aux perceptions humaines, en étudiant la réponse d'une personne à un stimulus physique bien défini, et en répétant les expériences avec un nombre suffisant de sujets pour arriver à une réponse moyenne.
Pour la détermination de la perception des couleurs, on dispose de stimulus approximativement monochromatiques, obtenus par la dispersion de la lumière blanche. On peut mélanger ces faisceaux de lumière colorée, dans des proportions contrôlables, et demander au sujet d'en ajuster les proportions afin que les couleurs perçues, soit dans deux parties du champ visuel, soit en succession, soient identiques.

### Concepts de base
Couleurs métamèresEn utilisant ce dispositif, on vérifie tout d'abord que l'œil humain est incapable de distinguer la teinte d'une lumière monochromatique quelconque mêlée d'un peu de blanc de l'addition de deux autres lumières monochromatiques de longueur d'onde et intensité choisies.
Le sujet peut trouver un réglage d'intensité pour deux lumières monochromatiques, l'une rouge (longueur d'onde, 
650 nm), l'autre verte (longueur d'onde 500 nm), tel que leur mélange ne puisse se distinguer d'une lumière monochromatique jaune (longueur d'onde 580 nm), complémentée d'une faible quantité de lumière blanche.

On appelle métamères deux couleurs de lumière de spectre physique différent qui produisent la même sensation colorée.
- Cette identité se maintient si on multiplie les luminosités de toutes ces lumières par la même quantité.

Lumière blancheLe spectre de la lumière existant dans la nature est variable. Les sources en sont généralement incandescentes, qu'il s'agisse du soleil ou d'éclairage artificiel, mais leur lumière est souvent transformée par des phénomènes physiques, comme ceux qui font que la couleur du ciel est bleue. On peut définir, à partir du corps noir, un objet idéal dont le spectre d'émission ne dépend que de la température, une lumière à spectre continu déterminée entièrement par sa température de couleur. La Commission internationale de l'éclairage a défini cinq illuminants, qui peuvent se caractériser par leur température de couleur, dont les plus courants sont le A ( 2 858 K représentant l'éclairage à incandescence domestique) et le C (6 774 K, lumière du jour moyenne). L'illuminant choisi pour une série de mesures colorimétriques est le blanc.
Couleurs complémentairesAyant défini une lumière comme blanche,

On appelle complémentaires les couleurs de deux lumières monochromatiques dont la combinaison en proportions convenables produit une lumière de couleur métamère à la lumière définie comme blanche.
- Les couples de complémentaires varient si la lumière définie comme blanche change.
- Avec le blanc de la source normalisée C, les lumières monochromatiques de longueur d'onde inférieure à 492 nm (correspondant à des couleurs de violet à bleu-vert) ont des complémentaires de longueur d'onde supérieure à 567 nm (correspondant aux couleurs de rouge à vert jaunâtre). Les lumières monochromatiques dans l'intervalle 492 nm à 567 nm n'ont pas de complémentaire monochromatique.
- Si l'écart entre les longueurs d'onde de deux lumières monochromatiques est inférieur à celui qui les sépare de leurs complémentaire, une lumière composée de ces deux lumières a une couleur métamère à celle d'une lumière monochromatique de longueur d'onde intermédiaire ajoutée à de la lumière blanche.

PourpresL'addition, en proportion variable, des lumières monochromatiques situées aux extrémités du spectre, donne la série des couleurs pourpres.
- Une lumière composée de deux longueurs d'onde plus éloignées que celles des complémentaires a une couleur métamère pourpre.

Longueur d'onde dominante et saturationDu fait des propriétés d'addition et de multiplication, on peut dire que toute couleur perçue est métamère de l'addition d'une couleur de lumière monochromatique et de lumière blanche. On en déduit qu'elle est également métamère de la soustraction de sa couleur complémentaire à la lumière blanche. Ce calcul permet de définir les pourpres comme des lumières d'intensité négative, et de les placer ainsi dans l'espace des couleurs. Toute couleur peut ainsi se définir par une longueur d'onde, une intensité, et la proportion de lumière monochromatique par rapport à l'ensemble. Ces trois grandeurs s'appellent l'intensité, la longueur d'onde dominante et la pureté d'excitation. Elles définissent entièrement la lumière.

La couleur étant le caractère qui différencie des lumières de même intensité, la longueur d'onde dominante et la saturation caractérisent la couleur.
La couleur, abstraction faite de sa luminosité, étant entièrement définie par deux paramètres, on peut représenter l'espace des couleurs sur un graphique, le diagramme de chromaticité.
TrichromieEn prenant, pour chaque longueur d'onde, une unité appropriée, qui tient compte de l'efficacité lumineuse relative de chaque lumière monochromatique, on peut calculer, à partir des propriétés d'additivité et de multiplicativité de la sensibilité lumineuse humaine, une lumière métamère de n'importe quelle couleur à partir de trois lumières monochromatiques arbitrairement choisies.

les trois lumières monochromatiques choisies sont les trois primaires pour cette représentation.
- Il faut que les primaires soient perçues comme des couleurs bien différentes.
- On peut construire la trichromie à partir de lumières quelconques, au prix d'une complication des calculs, à condition qu'aucune des trois primaires ne soit métamère d'une combinaison quelconque des deux autres.
- Ce calcul se différencie d'une synthèse lumineuse en ce que les coefficients monochromatiques peuvent être négatifs. En particulier, quelles que soient les lumières monochromatiques de base choisies, un des coefficients est négatif pour toutes les autres lumières monochromatiques.

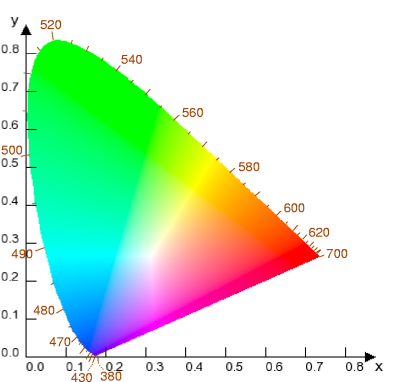
Diagramme de coordonnées trichromatiques.

Coordonnées trichromatiquesAyant défini la couleur comme le caractère qui différencie deux lumières de même intensité, on peut réduire les coefficients trichromiques de façon que leur somme soit toujours égale à 1. Il reste deux valeurs, qui peuvent servir à l'établissement d'un diagramme colorimétrique.
- Quand on peut obtenir, par mélange des trois lumières monochromatiques primaires, une couleur métamère de celle qu'on cherche à situer dans le diagramme, les coefficients se déduisent immédiatement.
- Quand on ne peut obtenir de métamère à partir des lumières monochromatiques primaires, comme c'est le cas pour les autres lumières monochromatiques, on détermine les coefficients indirectement, en recherchant les coordonnées d'une métamère d'une lumière composée de la lumière inconnue et d'une lumière monochromatique connue. On obtient ainsi des coefficients négatifs.

Diagrammes CIEEn 1931, la Commission internationale de l'éclairage a proposé un diagramme basé sur les lumières monochromatiques de longueurs d'onde 700 nm (rouge), 546,1 nm (vert), 435,8 nm (bleu-violet). La Commission a amélioré la représentation, en séparant mieux les sensations de luminance et de chrominance avec les diagrammes CIE XYZ, puis CIE UVW (1960), CIE U'V'W' (1976) et surtout les systèmes chromatiques uniformes non-linéaires CIE Lab et CIE LUV.
Observateur de référenceÀ partir des résultats, quelque peu variables, obtenus avec les sujets ayant participé aux expériences, la CIE a établi les courbes conventionnelles caractéristiques de la réponse d'un observateur de référence aux stimuli visuels colorés. Ces courbes servent désormais pour définir les couleurs par des opérations de calcul à partir de leur spectre physique, sans nécessité de comparaison visuelle par un groupe de sujets.

### Détermination de la sensibilité à la couleur
La détermination de la sensibilité visuelle, et notamment des seuils de différenciation des couleurs, a fait l'objet de nombreuses études psychophysiques, entreprises en particulier pour déterminer les conditions les plus économiques de l'éclairage et de la transmission d'une image de télévision en couleurs.

### Mesure et paramètres des couleurs
La colorimétrie est l'ensemble des méthodes et conventions qui permettent de déterminer une couleur indépendamment de l'observateur, à l'image de la détermination d'une grandeur physique. Elle se base sur la statistique des réponses de sujets à des stimulus visuels colorés, suivant les principes de la psychophysique. Elle est nécessaire aux relations industrielles, qui requièrent des agents humains substituables.
Pouvoir mesurer et coder les valeurs d'une couleur permet d'assurer la fidélité des couleurs pendant une numérisation ou une retouche digitale. Le profil ICC d'un périphérique informatique permet aux logiciels d'effectuer automatiquement la transposition de la couleur selon ses caractéristiques, sans avoir besoin d'un essai vérifié par un spécialiste.
L'expérience industrielle de la couleur a progressivement créé des modèles d'une complexité croissante. Un organisme international créé en 1913, la Commission internationale de l'éclairage, publie des méthodes et tables qui servent de référence pour la colorimétrie.

Représentation de l'espace de couleurs CIE 1931 XY avec la position des trois lumières monochromatiques qui ont servi pour son établissement.

Actuellement l'ensemble des couleurs est plus souvent défini par ses trois caractéristiques de teinte, saturation et valeur ou luminosité (TSV ou TSL). Le système CIE Lab qui en est proche mais construit plus mathématiquement a de plus en plus tendance à le remplacer dans les systèmes colorimétriques avancés.
Les couleurs décrites par ces systèmes sont des lumières. Quand les teintes sont dues à des pigments, leur couleur dépend de l'éclairage.
Des couleurs qui se confondent sous un éclairage d'une température de couleur donnée pourront paraître différentes sous un blanc d'une autre température.
Un pigment bleu de phtalocyanine (PB15) peut se confondre avec un pigment bleu de Prusse (PB27) à la lumière d'une bougie, température de couleur 1 850 K. Leur couleur est différente sous un éclairage du type lumière du jour température de couleur 5 500 K.
Des éclairages luminescents, basés sur les tubes fluorescents ou les LED, peuvent éclairer avec une couleur métamère d'un blanc de corps noir, alors que leur spectre ne présente que des raies. Ils peuvent ainsi rendre indistincts des tons qui apparaissent différents sous d'autres lumières, et différents d'autres qui ne se distingueraient pas autrement.
Cela pose donc des problèmes de référence. On trouve dans le système CIE Lab la notion de Delta E, exprimant la différence entre deux couleurs (Lab 1 et Lab 2). Des formules mathématiques permettent de passer d'une référence à une autre.

## Connaissance des couleurs
La divergence persistante entre les modèles basés sur la réflexion et la perception éduquée des artistes, tels que ceux de Goethe et de Hering, et un modèle trichrome basé sur la réponse à des stimulus aussi simplifiés que possible, n'était pas satisfaisante, et des recherches ont poussé l'étude de l'appareil visuel.
L'analyse trichrome rend compte de l'action de la lumière sur les capteurs de la rétine, et permet la synthèse de la couleur, mais elle ne rend pas compte du traitement de l'influx nerveux. Avant même de passer dans le nerf optique, les décharges nerveuses des cônes sont regroupées et converties en signaux de somme et de différence situant la perception sur les axes de clarté, d'opposition rouge-vert et d'opposition bleu-jaune.
Helmholtz formait l'hypothèse que le cerveau formait, à partir des influx nerveux représentant imparfaitement les objets du monde environnant, des hypothèses basées sur l'expérience, qu'il cherche ensuite activement à confirmer. Cette activité de recherche inconsciente repose sur des hypothèses habituelles, par exemple, que la couleur d'un objet ne change pas, ou bien que la structure régulière d'un carrelage se répète invariablement, quel que soit l'éclairage.

### Constance de couleur
Les procédures de la colorimétrie permettent d'affirmer que, dans un environnement bien défini, une couleur est perçue comme identique à une autre. Hors du laboratoire, le rapport entre le rayonnement lumineux qui arrive à l'œil et la vision des couleurs est bien plus distendu. L'être humain attribue une couleur à un objet, et la reconnaît dans des conditions d'éclairage très variées. Un objet beige reste beige à  la lumière au soleil et à l'ombre et du soir au matin, comme à la lumière de la bougie ou à celle du néon ; pourtant la lumière qu'il renvoie vers la rétine varie considérablement. Ce phénomène de constance de la couleur d'un objet montre que le système visuel reconnaît l'influence de la lumière et en déduit le spectre d'absorption de l'objet. L'approche écologique de la perception visuelle reconnaît dans cette capacité un avantage dans l'interaction de l'être humain avec son environnement (Thompson 1995).

### Adaptation
Traités par le cerveau, les influx nerveux visuels participent à un système cognitif. Ils se comparent aux traces laissées dans la mémoire, provoquent une série de réactions (mobilité oculaire, sélection d'influx élémentaires), et se condensent en l'identification d'une couleur à une structure, pour former un tableau cohérent.
C'est ce qui permet par exemple d'attribuer la même teinte à deux parties d'un même objet, l'une à l'ombre et l'autre à la lumière, alors que, du point de vue de la colorimétrie, elles ne sont pas de la même couleur.
Le processus cognitif fait de la couleur un caractère de l'objet, et cette adoption de la couleur par la forme de l'objet, telle que comprise, rend la perception de la couleur relativement constante sous différentes conditions d'éclairage. La couleur est un caractère plus élaboré et moins dépendant de la lumière touchant la rétine que ne le laisse penser le modèle colorimétrique, qui, ne mesurant que les stimulus, et non les couleurs perçues, débouche essentiellement sur la synthèse des couleurs. La psychologie de la forme tire de la similarité de cette expérience avec d'autres, dans d'autres domaines de la perception, des régularités générales.
L'adaptation visuelle chromatique est le résultat de la considération globale de l'ensemble d'une scène pour en déduire les caractéristiques de couleur probables des objets.

### Interaction des couleurs
Chevreul, expérimentant avec des échantillons de couleurs sur carton au XIXe siècle avait mis en évidence la loi du contraste simultané des couleurs.
Les expériences pédagogiques décrites par Albers dans son Interaction des couleurs montrent que dans une image complexe, la perception de la couleur, y compris sa clarté, dépend des teintes environnantes.
Ces expériences ne comportent pas d'éléments qui orientent le système visuel vers la compréhension des variations de couleur comme des variations d'éclairage.

### Variations de la perception
D'après l'hypothèse Sapir-Whorf, le lexique des couleurs organise la perception des couleurs. Le langage et la culture sont à l'origine des notions de couleur. Des ethnologues comme Roger Brown ont montré une corrélation entre termes de couleur et perception et mémoire de la couleur.
Les langues comportent un petit nombre de mots désignant directement une teinte, sans passer par celle d'un objet qui la présente habituellement. En 1969 Brent Berlin et Paul Kay ont mis en évidence un ordre des termes de couleur des langues : noir et blanc, rouge, vert ou jaune, bleu, brun, pourpre ou rose ou orange ou gris. Les langues européennes utilisent tous ces termes. Les langues ayant peu de termes propres les prennent dans l'ordre de la liste. Ce modèle, dans sa compétition avec le précédent, a eu beaucoup d'influence et suscité beaucoup de recherches.

## Captation et restitution des couleurs

### Reproduction du spectre lumineux
Le seul procédé connu de captation et de restitution du spectre de la lumière, sans référence à la perception visuelle colorée humaine, est la photographie interférentielle de Gabriel Lippmann (1891), onéreuse et de mise en œuvre contraignante. 

### Procédés polychromes
Les systèmes de captation et de restitution des couleurs à partir de couleurs fondamentales fonctionnent à partir des principes qui fondent la colorimétrie, selon des modalités permettant une reproduction approximative, mais efficace des couleurs.
Pour la photographie en couleurs, la trichromie est universellement utilisée. Des filtres séparant le spectre en trois parties précèdent ou se combinent à la partie sensible.
La restitution exige au moins trois couleurs fondamentales non complémentaires entre elles. Il n'est pas nécessaire qu'elles soient celles de la captation, et souvent ce n'est pas le cas. Les limites de la reproduction sont celles, combinées, de la captation et de la restitution, si toutefois des traitements sont pas intervenus entre les deux, déplaçant par exemple le point de compromis entre bruit de fond et saturation des couleurs.

#### Captation d'une image colorée

Courbes d'absorption des filtres de sélection trichrome Wratten 47B (bleu), 58 (vert) et 25 (rouge). Abscisses : longueur d'onde en nm ; ordonnées : densité (logarithmique).

Le spectre lumineux est divisé en trois zones, une bleue, une verte, et une rouge. Pour chaque point lumineux, on crée trois valeurs, correspondant à chacune de ces composantes.
Pour décomposer la lumière, deux méthodes sont possibles :
La soustraction successiveutilisée en photographie argentique couleurs, par des colorants sensibilisateurs, et en vidéo, par des prismes dichroïques. Elle opère en deux étapes. Une première séparation utilise la zone de rayonnement bleu et transmet le reste (zones verte et zone rouge). Une seconde séparation utilise la zone de rayonnement verte et transmet le reste rouge.
La mosaïque de pointsutilisée dans la photographie autochrome, en photographie numérique et en vidéo monocapteur. La surface sensible est divisée en éléments, chacun muni d'un filtre correspondant à une zone du spectre.

#### Synthèse additive

Mélange des lumières primaires (synthèse additive).

La synthèse additive consiste à produire les couleurs par la superposition de lumières provenant d'au moins trois sources dont les couleurs sont choisies pour répondre au mieux à cet objectif.
Les écrans sont constitués d'éléments lumineux trop proches les uns des autres pour qu'on les distingue individuellement, capables d'émettre une couleur primaire avec l'intensité déterminée par les instructions de la machine.
Si les deux composantes verte et rouge d'un écran électronique sont allumées, les couleurs des éléments associés (juxtaposés) se superposent, et on obtient une couleur jaune, qui se résout à nouveau en vert et rouge si on regarde cette zone de l'écran à travers un compte-fils.
La composition spectrale de ces lumières dépend des moyens physico-chimiques de les obtenir. Ce sont généralement un rouge, un vert et un bleu. Elles doivent être suffisamment saturées. La synthèse ne peut en effet obtenir que des couleurs moins saturées que ses primaires.
Un procédé dérivé a servi pour l'affichage par diode électroluminescentes avant que celles-ci ne soient disponibles avec la couleur bleue. Il ne transmet que le rouge et le vert, superposés à une teinte de fond bleue constante. Comme le bleu pur est moins lumineux que le vert et le rouge, on arrive, pour des images pas trop contrastées avec des couleurs peu saturées, à une reproduction défendable des tons chair, avec des ombres nécessairement bleuâtres.

#### Synthèse soustractive

Mélange de couleurs par soustraction avec les couleurs de la quadrichromie.

Dans les techniques industrielles utilisant un support matériel pour les couleurs, comme en photographie argentique, et en impression en couleurs, les couleurs sont obtenues par des pigments et il ne peut être question d'additionner des couleurs par mélange de lumière.
Dans la synthèse soustractive, le spectre lumineux est divisé en trois zones, une bleue, une verte, et une rouge. La synthèse des couleurs se fait par retrait d'une proportion de chacune de ces parties du spectre. La soustraction se fait soit, en transparence, de la lumière blanche par des filtres, soit, en réflexion diffuse, par des pigments sur un support blanc, éclairé par une lumière blanche.
| Couleur du pigment | absorbe | laisse passer |
| ------------------ | ------- | ------------- |
| jaune              | bleu    | rouge et vert |
| magenta            | vert    | bleu et rouge |
| cyan               | rouge   | bleu et vert  |

Plus on ajoute de pigments, plus on absorbe de lumière et plus le mélange s'assombrit.

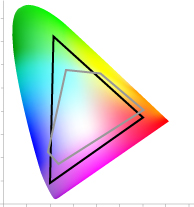
Diagramme montrant l'espace de couleurs accessible avec les primaires CMYK.

Les couleurs constitutives du système de synthèse soustractif sont appelées couleurs fondamentales associées pour les différencier des couleurs primaires du système additif. Contrairement aux couleurs de la synthèse additive, elles doivent laisser passer une large bande de longueurs d'onde.
La synthèse soustractive à partir de colorants ne permet pas d'obtenir l'ensemble des couleurs visibles par l'œil humain. Cependant, les spectateurs sont plus sensibles à l'exactitude des teintes peu saturées, comme les tons chair, qu'à celles des couleurs très vives.
On produit du noir par mélange des trois fondamentales en photographie, mais en imprimerie, la quadrichromie, avec une encre noire comme quatrième couleur, est préférable.
Une qualité de reproduction supérieure s'obtient en augmentant le nombre de couleurs fondamentales. L'hexachromie en utilise cinq plus le noir. Si ces couleurs sont prises en dehors de celles qui peuvent être rendues par les trois premières, elles étendent le champ chromatique possible. On peut aussi choisir des pigments de teintes pâles. En général l'imprimerie ne mélange pas les pigments, mais les juxtapose dans des trames de points. Lorsque les couleurs sont pâles, les points, plus petits, deviennent plus visibles. Des pigments plus pâles permettent de grossir les points, avec une trame moins visible. C'est pour cette raison que des imprimantes à jet d'encre ajoutent deux à cinq teintes pastel aux trois fondamentales.

## Signification des couleurs

### Codes de couleurs
La perception des couleurs par la plupart des personnes permet leur usage dans des signaux . On restreint le nombre des nuances à un répertoire suffisamment étroit pour permettre une identification sans ambiguïté dans la plupart des circonstances. On distingue onze champs chromatiques en français ; c'est à peu près le nombre maximal de couleurs qui peuvent servir à un code qui soit accessible à tous.
Les signaux lumineux de circulation et le code de couleurs des alarmes sont réduits à trois teintes, rouge, orange et vert sur les routes, plus le blanc dans la signalisation ferroviaire en France, rouge, vert et blanc pour le feux maritimes. Le code international des signaux maritimes en utilise cinq, le blanc, le noir, le rouge, le bleu, le jaune. L'héraldique en connaît principalement six : sable (noir), argent (blanc), or (jaune), sinople (vert), azur (bleu), gueules (rouge).
Le code des couleurs des résistances atteint douze couleurs, mais qui ne peuvent pas se trouver dans un ordre quelconque, les valeurs correspondantes étant prises dans une table ; cette redondance permet de limiter les ambiguïtés. Celui de l'identification des fluides dans les tuyauteries comporte en tout vingt couleurs conventionnelles.
Une carte géographique utilise des couleurs conventionnelles pour indiquer la nature du terrain, de la végétation, du relief, et les entités politiques. Un théorème fameux énonce qu'il suffit de quatre couleurs pour faire en sorte que deux entités qui ont une frontière commune ne soient jamais de la même couleur.

### Fausse couleur
Les technologies d'imagerie satellite et d'imagerie médicale peuvent, en fonction de leur usage, observer des fréquences différentes de celles perçues par l'œil humain, par exemple l'infrarouge. Par calcul, les couleurs de ces images peuvent ensuite être retouchées, pour afficher avec une couleur visible les données collectées dans la partie invisible du spectre.
On parle alors de fausse couleur ou de pseudocouleur.

### Symbolisme de la couleur
« A noir, E blanc, I rouge, U vert, O bleu »

— Arthur Rimbaud, Voyelles
Des historiens, sociologues, ethnologues et psychologues ont étudié l'influence des différentes couleurs, en tant que symboles associés, dans les différentes cultures, à des éléments importants de l'activité et de la psyché humaines.
Les couleurs en général, en ce qu'elles s'opposent à la grisaille autant qu'à la lumière et à l'obscurité, et nécessitent des efforts particuliers pour leur obtention, se relient souvent à la dépense, à la fête et au luxe. Par opposition, l'écru, le blanc, le noir peuvent se relier au renoncement, comme chez les moines, et au deuil.
Chacune des couleurs principales d'un champ chromatique a des associations plus ou moins généralisées à travers les cultures. Les humains associent généralement les couleurs à un objet ou un élément dont la caractéristique essentielle est d'avoir cette couleur.
Le rouge ou orangé est la couleur par excellence ; les civilisations qui ont le moins de termes pour la couleur ne connaissent que trois catégories, le blanc, le noir et le rouge (ou coloré). Ces trois classes archaïques de couleur s'associent respectivement aux fonctions religieuse, productive et guerrière du système de pensée indo-européenne ; on les retrouve dans nombre de drapeaux nationaux de cette région. 
On associe généralement les couleurs proches de l'orange à la chaleur, et celles proches du bleu au froid.
Dans un débat artistique prolongé, la couleur s'est opposée, du XVe siècle au XIXe siècle, au dessin. Dans cette Querelle du coloris, la couleur représente, par synecdoque, la sensualité, tandis que le dessin signifie la rigueur intellectuelle.